# I Libri della Spiga
La collana I Libri della Spiga è una storica collezione di classici - greci e latini, italiani, di altre letterature occidentali - dell'editore Garzanti Libri. Nata nel 1982 su impulso dello stesso Livio Garzanti, il titolo prende il nome, e il logo della spiga di grano, dall'indirizzo dello storico palazzo della Garzanti a Milano, in via della Spiga n. 30, nella sede ricostruita dopo la seconda guerra mondiale dall'architetto Gio Ponti e affrescata negli anni ottanta da Tullio Pericoli. I volumi erano esteticamente riconoscibili per le coste colore carta da zucchero e i cofanetti di cartone.
La collana si avvalse della consulenza di studiosi e specialisti prestigiosi, come Dante Isella e Lucio Felici. Volle presentare in densi tomi le raccolte di opere di autori eccellenti, seguendo scelte eclettiche. L'ultimo titolo ristampato risale al 1998, quando giunse alla direzione editoriale della Garzanti Oliviero Ponte di Pino, pur se non furono date comunicazioni ufficiali sulla sua chiusura. La cura della carta e dei caratteri di stampa, la rilegatura con sovraccoperta trasparente e cofanetto di cartoncino a stampa, fecero de I Libri della Spiga delle edizioni di lusso,  ma il suo valore maggiore risiedette nelle ottime curatele, tra cui spiccarono l'edizione critica dello Zibaldone di pensieri di Leopardi e le opere complete di Carlo Emilio Gadda.
Nel 2021 è ripresa la pubblicazione della collezione - rinnovata nella veste grafica ed editoriale, firmata da Giacomo Callo - con una raccolta di novelle di Proust, inedite in Italia, primo di 4 titoli usciti quell'anno.

## Volumi pubblicati
1982
- James Boswell, Vita di Samuel Johnson, 2 voll. (Volume primo: 1709-1775; Volume secondo: 1776-1784), a cura di Ada Prospero
- Il canzoniere eddico, a cura di Piergiuseppe Scardigli, trad. di Marcello Meli

1983
- Laurence Sterne, La vita e le opinioni di Tristram Shandy, gentiluomo
- Stendhal, Passeggiate romane, Prefazione, trad. e note a cura di Massimo Colesanti

1984
- Henry James, Ore italiane, a cura di Attilio Brilli, trad. Claudio Salone
- Bisanzio nella sua letteratura, a cura di Umberto Albini e Enrico V. Maltese

1985
- Alessandro Manzoni, Osservazioni sulla morale cattolica. Storia della colonna infame, a cura di Franco Mollia, prefazione di Carlo Bo

1986
- Rosvita, Dialoghi drammatici, a cura di Ferruccio Bertini, introduzione di Peter Dronke
- Giambattista Basile, Lo cunto de li cunti, a cura di Michele Rak
- Vita e processo di suor Virginia Maria de Leyva, monaca di Monza, presentazione di Giancarlo Vigorelli, coordinatore Umberto Colombo, collaboratori: Attilio Agnoletto, Enrico Cattaneo, Giuseppe Farinelli, Franco Galliano, Antonia Mazza Tonucci, Ermanno Paccagnini

1987
- Dante Alighieri, Commedia, a cura di Emilio Pasquini e Antonio Quaglio

1988
- Orazio, Le Opere, a cura di Mario Ramous
- Carlo Emilio Gadda, Opere. Romanzi e racconti I, a cura di Raffaella Rodondi, Guido Lucchini e Emilio Manzotti, edizione diretta da Dante Isella

1989
- Carlo Emilio Gadda, Opere. Romanzi e racconti II, a cura di Giorgio Pinotti e Raffaella Rodondi
- Teatro del «Siglo de Oro». Lope de Vega, a cura di Mario Socrate, Prefazione di Carmelo Samonà

1990
- Teatro del «Siglo de Oro». Pedro Calderón de la Barca, a cura di Carmelo Samonà
- Johann Wolfgang Goethe, Faust. Urfaust, trad. e cura di Andrea Casalegno, Introduzione di Gert Mattenklott, Prefazione di Erich Trunz
- Agostino d'Ippona, Confessioni, Introduzione, trad., commenti e note a cura di Roberta De Monticelli

1991
- Teatro del «Siglo de Oro». Tirso de Molina, a cura di Maria Grazia Profeti
- Carlo Emilio Gadda, Opere. Saggi, giornali, favole e altri scritti I, a cura di Liliana Orlando e Clelia Martignoni
- Giacomo Leopardi, Zibaldone di pensieri, 3 voll. (Volume 1: pagine 1-2341; Volume 2: pagine 2342-4526; Vol. III: Apparato, note, Bibliografia, Indici), a cura di Giuseppe Pacella

1992
- Carlo Emilio Gadda, Saggi, giornali, favole e altri scritti II, a cura di Claudio Vel
- Ovidio, Metamorfosi, a cura di Mario Ramous, con un saggio di Emilio Pianezzola, Note di Luisa Biondetti e M. Ramous, Dizionario mitologico di Luisa Biondetti

1993
- Carlo Emilio Gadda, Opere. Scritti vari e postumi, a cura di Andrea Silvestri
- Carlo Emilio Gadda, Opere. Bibliografia e Indici, a cura di Guido Lucchini e Liliana Orlando

1996
- Carlo Emilio Gadda, Racconti dispersi

2021
- Marcel Proust, Il corrispondente misterioso,[2] a cura e con un saggio di Luc Fraisse, trad. di Margherita Botto, ISBN 978-88-118-1863-2
- Antonio Delfini, Racconti, Introduzione di Roberto Barbolini, ISBN 978-88-110-0031-0
- Pier Paolo Pasolini, Le lettere. Nuova edizione, a cura di Antonella Giordano e Nico Naldini, ISBN 978-88-110-0181-2
- Racconti del Risorgimento, a cura di Gabriele Pedullà, ISBN 978-88-116-9713-8

2022
- Pier Paolo Pasolini, Petrolio, nuova ed. a cura di Maria Careri e Walter Siti, ISBN 978-88-116-7331-6
- Fëdor Dostoevskij, Memorie del sottosuolo, trad. di Paolo Nori, ISBN 978-88-110-0708-1
- Claudio Magris, Traduzioni teatrali, ISBN 978-88-110-0012-9
- Pablo Picasso, Poesie, a cura di Tiziana Lo Porto, ISBN 978-88-110-0304-5
- Antonio Delfini, Manifesto per un partito conservatore e comunista e altri scritti, A cura di Cesare Garboli, ISBN 978-88-110-0677-0

2023
- Vittorio Sermonti, Le metamorfosi di Ovidio, ISBN 978-88-110-0004-4
- Giorgio Caproni, Registri di classe, a cura di Nina Quarenghi, ISBN 978-88-110-0383-0

2024
- Truman Capote, Bare intagliate a mano (Hand-Carved Coffins:  A Nonfiction Account of an American Crime, 1980), trad. di Marco Rossari, ISBN 978-88-118-1598-3 [uscito in Musica per camaleonti]
- George Steiner, Il processo (The Portage to San Cristobal of A.H., 1979), trad. di Donatella Abbate Badin, 978-88-110-1180-4
- Truman Capote, Colazione da Tiffany, trad. di Vincenzo Mantovano, ISBN 978-88-110-1533-8

2025
- Francis Scott Fitzgerald, Il grande Gatsby, trad. di Claudia Durastanti, ISBN 978-88-110-1737-0
- Vittorio Sermonti, Eneide di Virgilio, ISBN 978-88-110-1570-3